# Homoeotricha leporis
Homoeotricha leporis är en tvåvingeart som beskrevs av Valery Korneyev 1993. Homoeotricha leporis ingår i släktet Homoeotricha och familjen borrflugor. Inga underarter finns listade i Catalogue of Life.